# Bohumil Veselý
Bohumil Veselý (18 de junho de 1945) é um ex-futebolista profissional tcheco que atuava como meia.

## Carreira
Bohumil Veselý fez parte do elenco da Seleção Checoslovaca de Futebol, na Copa de 70.